# La caída de la casa Usher (Glass)
La caída de la casa Usher (título original en inglés, The Fall of the House of Usher) es una ópera de cámara en un prólogo y dos actos con música de Philip Glass y libreto en inglés de Arthur Yorinks, basado en el relato homónimo de Edgar Allan Poe. Se estrenó el 18 de mayo de 1988 en el American Repertory Theatre de Cambridge (Massachusetts). La acción se desarrolla en otoño, en Inglaterra, a finales del siglo XIX
Esta ópera rara vez se representa en la actualidad; en las estadísticas de Operabase aparece con sólo 7 representaciones en el período 2005-2010, siendo sin embargo la más representada de Philip Glass.

## Grabaciones
- Orange Mountain Music; Jonas Hacker (Roderick Usher), Madison Leonard (Madeleine Usher), Ben Edquist (William), Nicholas Nestorak (Médico), Mathew Adam Fleisher (Criado), Wolf Trap Opera, Inscape Chamber Orchestra, Joseph Li, director (2017)